# Euxoa crypta
Euxoa crypta là một loài bướm đêm trong họ Noctuidae.